# Karl Lukas Euler
Karl Lukas Euler (* 28. Juni 1877 in Großauheim; † 6. Oktober 1928 ebenda) war ein deutscher Politiker und Abgeordneter des Provinziallandtages der preußischen Provinz Hessen-Nassau.

## Leben
Karl Lukas Euler war der Sohn des Küfers Wilhelm Euler und dessen Gemahlin Anna Martha Menz. Nach seiner Schulausbildung erlernte er den Beruf des Schlossers, betätigte sich politisch und trat in die Kommunistische Partei Deutschlands (KPD) ein. Als deren Abgeordneter kam er 1921 in den Kurhessischen Kommunallandtag des Regierungsbezirks Kassel. Dieser wählte ihn aus seiner Mitte zum Abgeordneten des Provinziallandtages der Provinz Hessen-Nassau. Hier war er in verschiedenen Ausschüssen tätig. Sein Nachfolger wurde Theodor Hugo Conrad.